# Mâcon
Mâcon è un comune francese di 34 448 abitanti, capoluogo del dipartimento francese della Saona e Loira nella regione Borgogna-Franca Contea.

## Geografia fisica
È la città più meridionale della Borgogna, situata a 65 km a nord di Lione, si estende sulla riva occidentale della Saona tra la Bresse a est, il Beaujolais a sud ed i monti del Mâconnais ad ovest.

## Storia
L'agglomerazione mâconnaise deve la sua nascita ad un oppidum del popolo degli Edui all'inizio del I secolo a.C. Conosciuta allora come Matisco, la città si sviluppò velocemente nei secoli successivi; fu fortificata nel IV secolo; nel Medioevo Mâcon fu capoluogo di una contea poi unita al ducato di Borgogna. Situata al confine col Ducato di Savoia, la città era l'accesso al Val Lamartinien, dove l'estremità meridionale della Côte de Bourgogne si unisce ai primi contrafforti dei monti del Beaujolais, aprendo la strada alle fertili pianure della Loira.
Nel 1095 vide il passaggio di papa Urbano II, diretto a Cluny prima di recarsi al concilio di Clermont.
Nel 1790 il governo rivoluzionario creò un nuovo dipartimento, detto Saône-et-Loire, designando Mâcon come sua capitale.
Tra il 1814 e i Cento Giorni di Napoleone, la città venne più volte invasa dalle truppe austriache.
Durante la seconda guerra mondiale, la città di Mâcon fu la prima città libera fra Parigi e Lione.

### Simboli
Lo stemma è presente nell'Armorial Général de France del 1696.
Esiste anche una versione con il capo di Francia (capo di rosso, a tre gigli d'oro).

## Monumenti e luoghi d'interesse
- Cattedrale di Saint-Vincent
- Chiesa di Saint-Pierre
- Musée des Beaux-Arts (o Musée des Ursulines, antico convento delle Orsoline)
- Hôtel de Senecé (museo Lamartine)

## Società

### Evoluzione demografica
Abitanti censiti

## Economia
- Viticoltura e allevamento
- Porto fluviale industriale
- Metallurgia

## Amministrazione

### Cantoni
Fino al 2014, il territorio comunale della città di Mâcon era ripartito in tre cantoni:
- Cantone di Mâcon-Centre
- Cantone di Mâcon-Nord
- Cantone di Mâcon-Sud

A seguito della riforma approvata con decreto del 18 febbraio 2014, che ha avuto attuazione dopo le elezioni dipartimentali del 2015, il territorio comunale della città di Mâcon è stato ripartito in due cantoni:
- Cantone di Mâcon-1: comprende parte della città di Mâcon e i comuni di Charnay-lès-Mâcon e Sancé
- Cantone di Mâcon-2: comprende parte della città di Mâcon e il comune di Varennes-lès-Mâcon

### Gemellaggi
- Neustadt an der Weinstraße, dal 1956
- Crewe, dal 1957
- Overijse, dal 1960
- Macon, dal 1972
- Lecco, dal 1973
- Alcazar de San Juan, dal 1980
- Eger, dal 1985
- Santo Tirso, dal 1992
- Quiliano, dal 2009

## Sport
Nel 1954 ha ospitato i Campionati mondiali di canoa/kayak.

## Curiosità
Nel 585 si tenne un sinodo tra soli prelati francesi, tra cui Gregorio di Tours, detto erroneamente "Concilio di Mâcon".
Secondo una storiella, nata nell'ambiente anti-clericale francese post-illuminista (XVIII secolo), la Chiesa cattolica doveva stabilire se la donna avesse o meno l'anima.
Dopo un lungo dibattito i vescovi presenti avrebbero risolto l'annoso dilemma votando a maggioranza, depositando in un'urna delle sfere nere o bianche; i "favorevoli" avrebbero vinto per un solo voto (o due, secondo altre versioni della leggenda).
In realtà lo stesso Gregorio di Tours narra nella sua Historia Francorum come andarono i fatti: per ingannare il tempo in una pausa dei lavori, un vescovo propose ai presenti un quesito letterario, cioè se nella Bibbia il termine latino homo dovesse essere tradotto in "uomo" nel senso di persona, a prescindere dal sesso, o come "uomo" sinonimo di vir, e cioè "maschio". Citando direttamente la Genesi (1,27) i prelati optarono per la prima possibilità: nella frase "Dio creò l'uomo, maschio e femmina lo creò", il termine homo infatti include entrambi i sessi (confronta fra gli altri, oltre all'originale Historia Francorum, lib. VIII, par. 20: Vittorio Messori, Pensare la storia, ed. San Paolo, Milano, 1992, p. 501).